# Der Schatz
Der Schatz er en tysk stumfilm fra 1923 af G. W. Pabst.

## Medvirkende
- Albert Steinrück
- Lucie Mannheim som Beate
- Ilka Grüning som Anna
- Werner Krauss som Svetelenz
- Hans Brausewetter som Arno